# Pelykozaury
Pelykozaury (Pelycosauria) – parafiletyczna grupa synapsydów (gadów ssakokształtnych), które pojawiły się w późnym karbonie i osiągnęły szczyt rozwoju we wczesnym permie. W zapisie kopalnym znane do środkowego permu.
Tradycyjnie pojmowane pelykozaury obejmowały wszystkie synapsydy nienależące do terapsydów (w tym do ssaków). Jednak terapsydy są potomkami tak definiowanych pelykozaurów, które – nie obejmując terapsydów – stawały się grupą parafiletyczną. Z tego powodu obecnie generalnie nie wyróżnia się tej grupy. Tradycyjnie pojmowane pelykozaury wchodzą w skład dwóch siostrzanych kladów synapsydów: Caseasauria, obejmującego rodziny Caseidae i Eothyrididae, oraz Eupelycosauria, obejmującego nie tylko wszystkie pozostałe pelykozaury (m.in. rodzaje Dimetrodon, Edaphosaurus, Ophiacodon czy Varanops), ale i wszystkie terapsydy (w tym ssaki).
Pelykozaury cechowały się masywną budową ciała, nie osiągały jednak szczególnie dużych rozmiarów – największe gatunki niewiele przekraczały 3 metry długości.
Niektóre wykształciły swoisty sposób termoregulacji ciała, miały na grzbietach wysoki żagiel z wydłużonych kręgów między którymi rozpostarta była dobrze ukrwiona skóra. Zwierzęta ustawiając się bokiem do wschodzącego słońca zwiększały powierzchnię ciała którą chłonęły ciepło a układ krwionośny rozprowadzał je po całym ciele szybko dostarczając energię zwierzęciu. Dawało to im przewagę nad innymi zwierzętami zmiennocieplnymi gdyż wcześniej stawały się aktywne. Żagiel ten mógł prawdopodobnie służyć też do oddawania nadmiaru ciepła w gorącej porze dnia.
Pod wieloma względami ich szkielety przypominały szkielety pierwotnych ssaków i z tego powodu umieszczono je w grupie gadów ssakokształtnych.
Skamieniałości pelykozaurów były znajdywane głównie w Europie i Ameryce Północnej.

## Systematyka
W tradycyjnej systematyce wyróżnia się podrzędy pelykozaurów:
- Caseasauria (owadożerne i roślinożerne)
- ofiakodonty (Ophiacodontia); drapieżne
- edafozaury (Edaphosauria); roślinożerne
- sfenakodonty (Sphenacodontia); drapieżne.

Systematyka według BioLib:

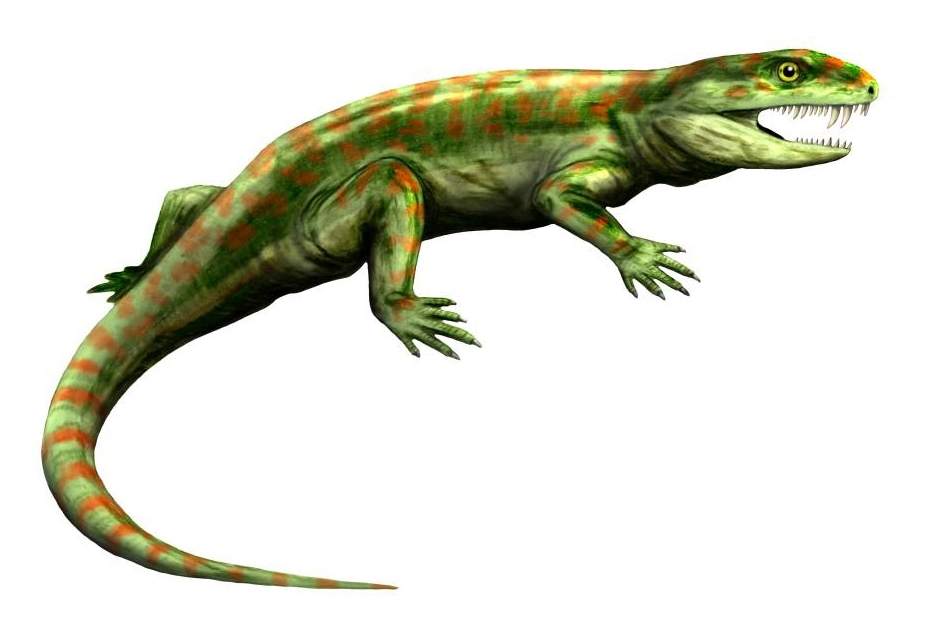
Eothyris
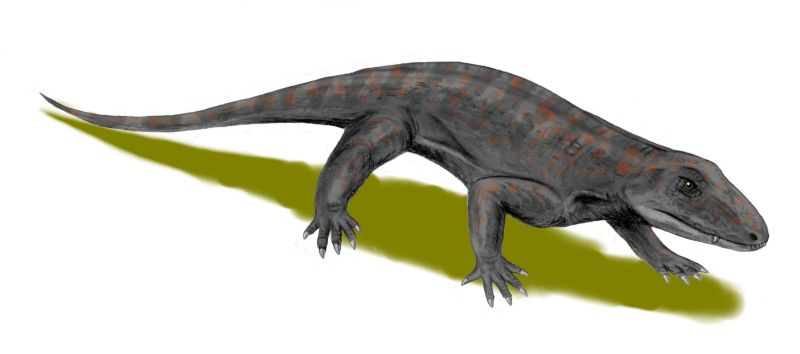
Varanops
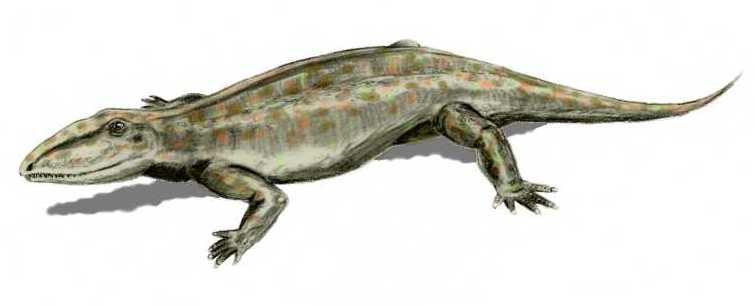
Ophiacodon
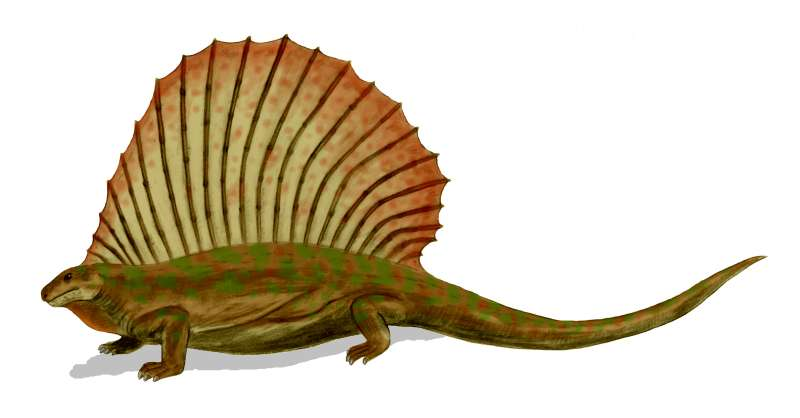
Edaphosaurus
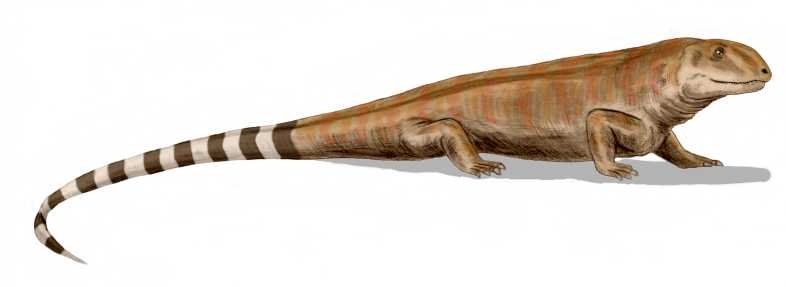
Haptodus
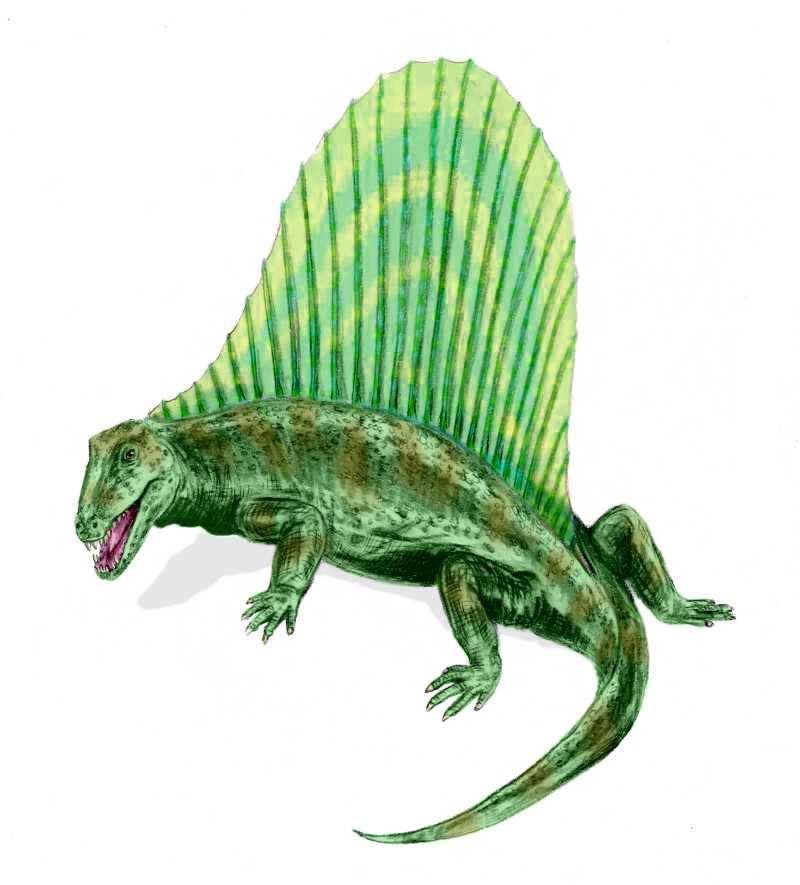
Dimetrodon

- Rząd: Pelycosauria †
  - Podrząd: Ophiacodontia
    - Rodzina: Ophiacodontidae

  - Podrząd: Sphenacodontia
    - Rodzina: Varanopidae
    - Rodzina: Eothyrididae
    - Rodzina: Sphenacodontidae

  - Podrząd: Edaphosauria
    - Rodzina: Edaphosauridae
    - Rodzina: Caseidae

- Eothyris
- Varanops
- Ophiacodon
- Edaphosaurus
- Haptodus
- Dimetrodon